# Ion Sumedrea
Ion Sumedrea (* 15. April 1925 in Fundata) ist ein ehemaliger rumänischer Skilangläufer.
Sumedrea, der für den Dinamo Brașov startete, gewann vier nationale Titel und kam im Februar 1952 in Oslo bei seiner einzigen Teilnahme an Olympischen Winterspielen auf den 23. Platz über 50 km. Zwei Jahre später belegte er bei den Nordischen Skiweltmeisterschaften in Falun den 52. Platz über 30 km und den 35. Rang über 50 km. Nach seiner Karriere als Skilangläufer war er als Skitrainer beim Tractorul Brașov tätig.